# Cyrtodactylus tripartitus
Cyrtodactylus tripartitus es una especie de gecos de la familia Gekkonidae.

## Distribución geográfica
Es endémica de la isla Misima, del archipiélago de las Luisiadas (Papúa Nueva Guinea).